# Ceridia heuglini
Ceridia heuglini là một loài bướm đêm thuộc họ Sphingidae. Loài này có ở savanna và vùng đồng cỏ từ Mali và Tchad tới Sudan, Cộng hòa Trung Phi và Uganda.
Chiều dài cánh trước khoảng 30 mm. 